# Lipót Fejér
Lipót (Leopold) Fejér (Pécs, 9 febbraio 1880 – Budapest, 15 ottobre 1959) è stato un matematico ungherese, conosciuto per i suoi lavori in analisi, soprattutto per quanto riguarda l'analisi armonica e le serie di Fourier.

## Biografia
Nato Leopold Weiss, Fejér cambia il proprio cognome intorno al 1900. Durante il suo periodo all'università di Budapest, Fejér diede un grande contributo alla scuola di analisi ungherese. Inoltre, ebbe come studenti molti matematici di successo come John von Neumann, Paul Erdős, George Pólya e Pál Turán.